# Gud signe Noregs land
Gud signe Noregs land is van origine een volkslied (Norsk Faedrelandssang) en/of psalm geschreven door de Noorse dichter Arne Garborg. Het verscheen in het weekblad Fedraheimen op 15 mei 1878, Garborg van redacteur van dat blad. Hij leverde het op met de melodielijn van God Save the King. In de loop van de jaren schreven andere componisten zoals Johan Halvorsen en Sparre Olsen er een nieuwe melodielijn bij.
De versie van Johan Halvorsen kreeg haar eerste uitvoering op 21 november 1895 in Bergen; het werd uitgevoerd door een aantal samenwerkende koren. Aangezien er geen orkest aanwezig was, zal het werk a capella gezongen zijn, dan wel met zeer summiere begeleiding.

## Tekst
1.

Gud signe Noregs Land, 

kvar Heim, kvar Dal og Strand, 

kvar Lund og Lid.

Han lat' det aldri døy,

han verje Bygd og Øy, 

han verje Mann og Møy, 

til evig Tid.

2.

Me fekk det høgt og fritt, 

me fekk det vænt og vidt 

med Hav og Fjell. 

Det stend so tryggt og godt, 

det stend so reint og blaatt, 

rett som eit Gudeslott 

med Solskinstjeld. 

3.

Det er vaar Elsk paa Jord, 

det er vaart beste Ord, 

vaar Trivd og Trygd. 

Storfrægdarmenn dei var,

som fram til oss det bar; 

det er vaar Ættargard 

til Fridom bygd. 

4.

Stort Arbeid ned er lagt 

til Landsens Fred og Magt 

fraa Tid til Tid. 

Det kostad tusund Aar 

i Kav fraa Vaar til Vaar, 

i Strid so tung og saar

fyrr me vart fri’.
5.

Her ligg dei, Grav i Grav, 

fraa Heid og ned i Hav, 

som stridde so. 

Gud sign’ kvar ærleg Svein 

som søv der under Stein, 

Gud sign’ dei kvar og ein,

der dei er no. 

6.

Men Landet, dei hev rudt, 

det vil me verja trutt 

til sidste Stund. 

Vaar Elsk og beste Agt, 

vaart Liv og all vaar Magt 

skal vera Noregs Vakt 

til sidste Stund. 

7.

I Kjærleik varm og mild 

me legg vaar Vilje til, 

daa veks det fram. 

Daa fær det bløma blidt, 

daa fær det spyrjast vidt, 

og altid standa fritt 

fyr Naud og Skam. 

8.

Her stig det stort og blaatt

vaart fagre Heimlands Slott 

med Tind og Taarn. 

Og som det ervdest ned 

alt fagrar’ Led fyr Led, 

det byggjast skal i Fred

aat vaare Born.